# Involutaria
Involutaria es un género de foraminífero bentónico de la Subfamilia Ichthyolariinae, de la familia Ichthyolariidae, de la superfamilia Robuloidoidea, del suborden Lagenina y del orden Lagenida. Su especie tipo es Involutaria triassica. Su rango cronoestratigráfico abarca desde el Guadalupiense (Pérmico medio) hasta el Carniense (Triásico superior).

## Clasificación
Involutaria incluye a la siguiente especie:
- Involutaria triassica †